# Terrast-Decke
Eine Terrast-Decke ist eine tragende Decke, die früher vor allem in Wohnbauten verwendet wurde. Dabei wurde eine doppelte Drahtgeflechtmatte mit einer Pappefüllung auf die Deckenträger gelegt und auf der Oberseite mit Estrichmasse versehen. Die Unterseite unter den Deckenträgern wurden zum Beispiel mit Holzlatten verblendet auf die auch ein Putz aufgetragen werden konnte. Namensgebend war der Hersteller Terrast-Baugesellschaft mbH aus Berlin, deren Gründer Gustav Lilienthal war. Lilienthal hielt auf die Bauweise ein Patent.